# Заряд-демон

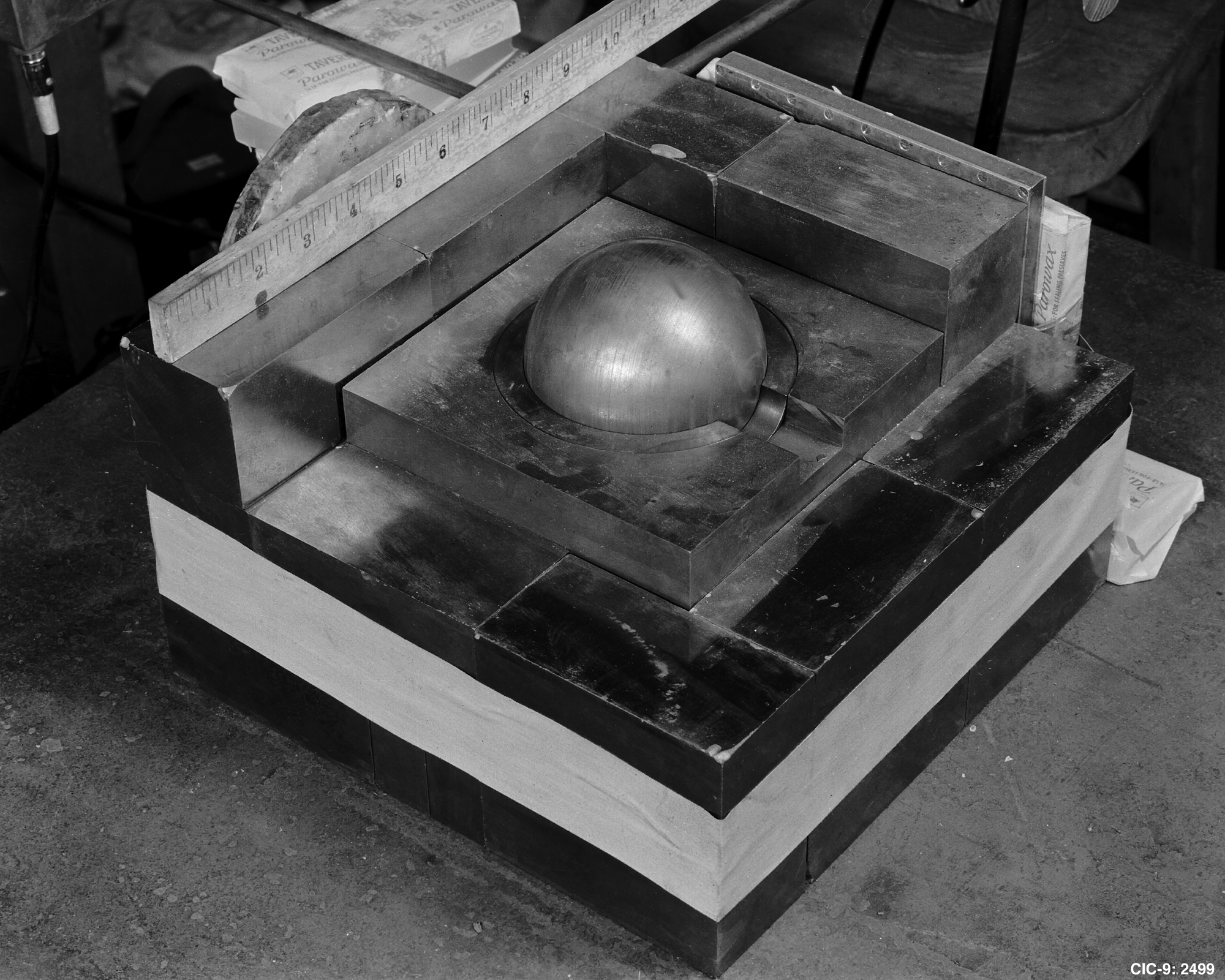
Моделирование инцидента 1945 года. Плутониевый шар окружён блоками из отражателя — карбида вольфрама

Заряд-демон или «демоническое ядро» (англ. Demon core) — название, данное подкритичному объёму плутония массой 6,2 кг, который участвовал в двух несчастных случаях в лаборатории Лос-Аламоса в 1945 и 1946 годах. В обоих случаях радиоактивное облучение в результате незапланированного перехода в надкритическое состояние приводило к гибели учёных, после чего сборка и получила своё название. Конструкция состояла из двух половин шаров плутония в дельта-фазе, покрытых слоем никеля, общей массой 6,2 кг, с плотностью 15,7 г/см³.

## Изготовление и ранняя история

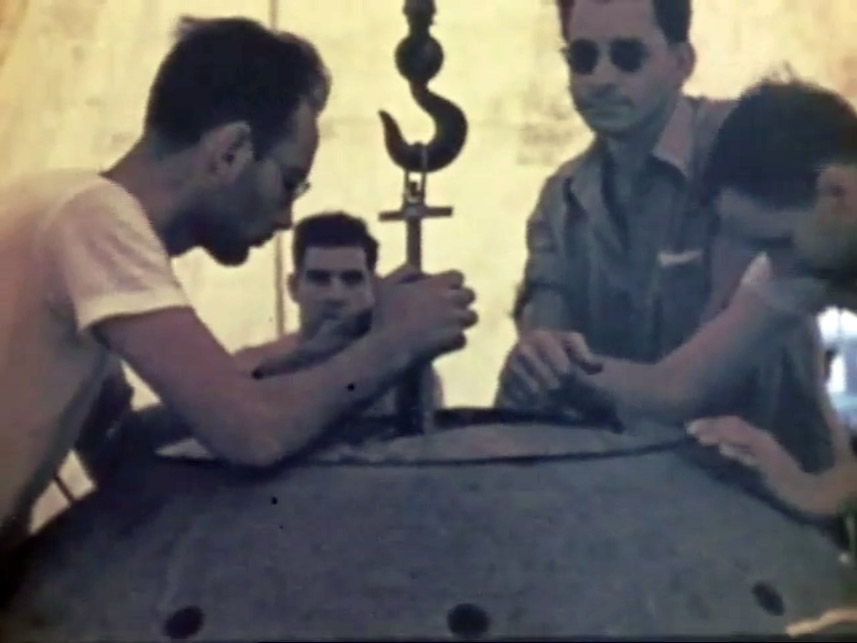
Физики Гарри Даглян (в центре слева) и Луис Злотин (в центре справа) во время подготовки испытания «Тринити». Оба погибли в результате сверхкритических инцидентов, связанных с «зарядом-демоном».

Заряд-демон (как и другой заряд, использованный при бомбардировке Нагасаки) в собранном виде представлял собой массивную 6,2-килограммовую сферу диаметром 89 миллиметров. Он состоял из трёх частей: двух плутониево-галлиевых полусфер и кольца, предназначенного для удержания потока нейтронов от «вылетания» из пространства между полусферами во время имплозии. Сердечник устройства, использованного в ядерном испытании «Тринити» на полигоне Аламогордо в июле, не имел такого кольца.
Очищенный плутоний был отправлен с Хэнфордского комплекса в штате Вашингтон в Лос-Аламосскую национальную лабораторию; инвентаризационный документ от 30 августа показывает, что Лос-Аламос израсходовал «HS-1, 2, 3, 4; R-1» (компоненты бомб Тринити и Нагасаки) и имел в своём распоряжении «HS-5, 6; R-2», готовые и находящиеся в руках службы контроля качества. Материал для «HS-7, R-3» находился в металлургическом отделе Лос-Аламоса и также должен был быть готов к 5 сентября. Металлурги использовали сплав плутония с галлием, который стабилизировал δ-фазовый аллотроп плутония, что позволило придать ему нужную сферическую форму горячим прессованием. Поскольку было обнаружено, что плутоний легко корродирует, сфера была покрыта никелем.
10 августа генерал-майор Лесли Р. Гровс-младший написал письмо генералу армии Джорджу К. Маршаллу, начальнику штаба армии США:
Следующая бомба имплозивного типа была запланирована к доставке на цель при первой хорошей погоде после 24 августа 1945 года. Мы выиграли 4 дня на изготовление и рассчитываем отправить последние компоненты из Нью-Мексико 12 или 13 августа. При условии, что не возникнет непредвиденных трудностей при изготовлении или транспортировке на театр военных действий, бомба должна быть готова к доставке в первую подходящую погоду после 17 или 18 августа.

Оригинальный текст (англ.)The next bomb of the implosion type had been scheduled to be ready for delivery on the target on the first good weather after August 24th, 1945. We have gained 4 days in manufacture and expect to ship the final components from New Mexico on August 12th or 13th. Providing there are no unforeseen difficulties in manufacture, in transportation to the theatre or after arrival in the theatre, the bomb should be ready for delivery on the first suitable weather after August 17th or 18th.
Маршалл добавил примечание: «Она не должна быть сброшена на Японию без специального разрешения президента», поскольку президент Гарри Трумэн ожидал увидеть последствия первых двух атак. На 13 августа была запланирована постройка третьей бомбы. Предполагалось, что она будет готова к 16 августа и сброшена 19 августа. Этому помешала капитуляция Японии 15 августа 1945 года, когда еще велись приготовления к отправке заряда на авиабазу Киртланд. Третий заряд остался в Лос-Аламосе.

## Первый инцидент
Собранный заряд был рассчитан на постоянное нахождение в состоянии «-5 центов». В этом состоянии имеется лишь небольшой запас прочности на случай воздействия посторонних факторов, которые могут увеличить реактивность, в результате чего активная зона станет критической, а затем и надкритической. Эти факторы не являются обычными в естественных условиях; они возникают при таких обстоятельствах, как сжатие сердечника, добавление большего количества ядерного материала или установка внешнего отражателя, который будет отражать выходящие нейтроны обратно в заряд. Проведенные в Лос-Аламосе эксперименты, приведшие к двум инцидентам со смертельным исходом, были призваны гарантировать, что заряд действительно близок к критической точке, путем размещения таких отражателей и определения того, сколько отраженных нейтронов необходимо для достижения надкритического состояния.
21 августа 1945 года молодой учёный Гарри Даглян в одиночку проводил эксперимент по изучению отражения нейтронов. Ядро было помещено внутрь блочной конструкции из карбида вольфрама, отражателя нейтронов. Добавление каждого нового блока весом 4,4 кг (общая масса блоков должна была составить 236 кг) приближало сборку к критическому состоянию. При попытке установки очередного блока Даглян уронил его прямо на плутоний, что перевело сборку в надкритическое состояние. Несмотря на то, что блок был немедленно убран, Даглян получил смертельную дозу излучения (около 5-8 Зв) и умер от лучевой болезни через 25 дней.
Во время инцидента также пострадал второй человек, охранник Роберт Дж. Хеммерли, не участвовавший в эксперименте, он получил дозу приблизительно 0,2 Зв. Хеммерли умер в 1978 году (через 32 года после происшествия) от лейкоза в возрасте 62 лет.
В процессе инцидента произошло примерно 1016 делений, никелевый чехол на плутониевом шаре не разрушился.

## Второй инцидент

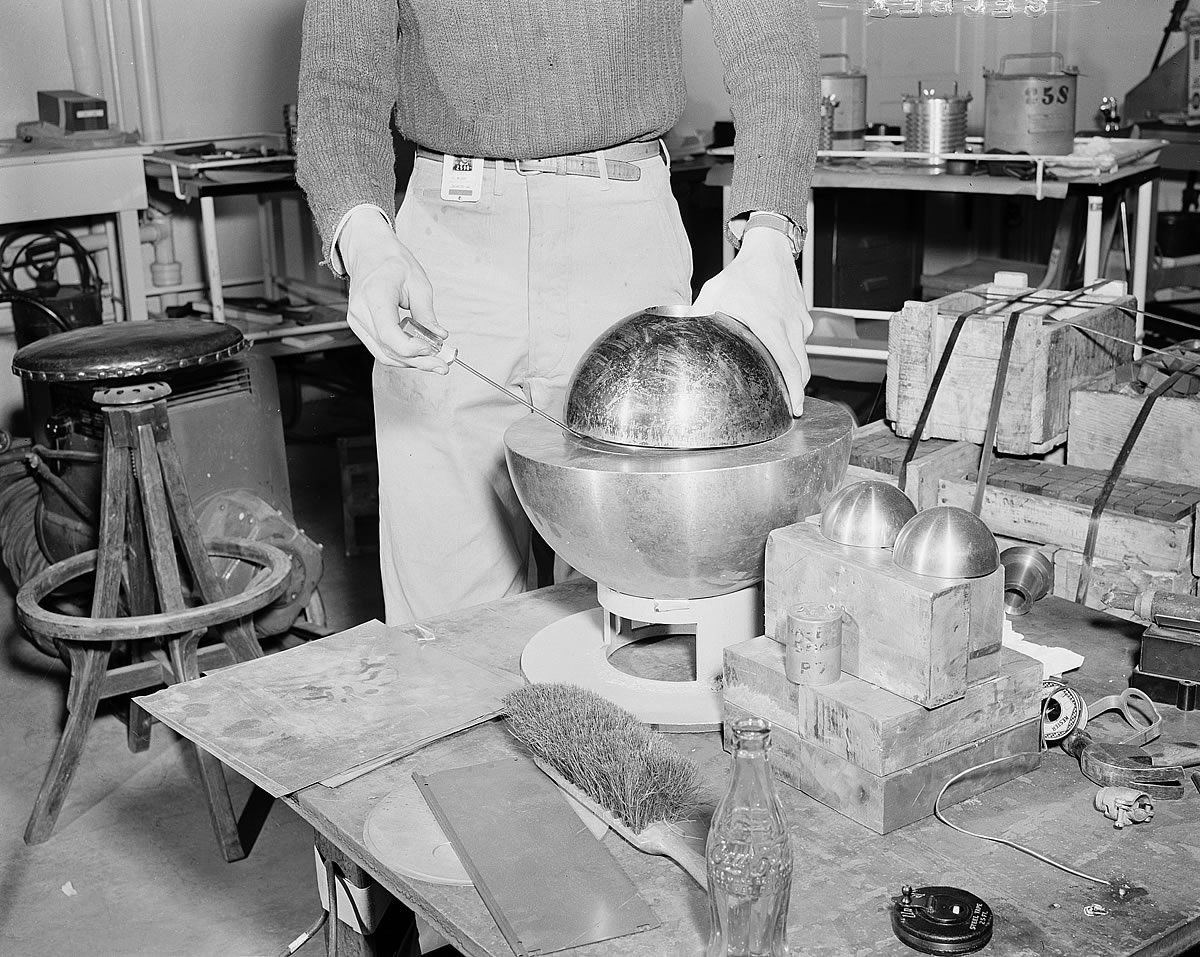
Воссоздание инцидента 1946 года. Плутоний скрыт под полусферой отражателя, удерживаемой отвёрткой

21 мая 1946 года физик Луис Злотин проводил в лаборатории Лос-Аламоса эксперимент по изучению свойств деления ядер с помощью установки отражателя нейтронов в подкритическую сборку, при этом он проводил демонстрацию опыта семи другим учёным. За свою чрезвычайную опасность эксперимент носил название «дёргание дракона за хвост». Экспериментатор помещал ядро между двумя бериллиевыми полусферами (играющими роль отражателя) и вручную опускал верхнюю полусферу на ядро, придерживая её большим пальцем за отверстие в верхней части. При перемещении полусферы вверх и вниз датчики регистрировали изменение активности сборки. Единственным предметом, препятствовавшим смыканию полусфер, являлось жало плоской отвёртки, которую учёный держал в правой руке.
Злотин проводил данный эксперимент уже более десяти раз, ранее Энрико Ферми говорил ему и другим сотрудникам, участвовавшим в экспериментах, что если они не прекратят свои опасные опыты, то «погибнут в течение года».
Во время опускания верхней полусферы отвёртка Злотина соскользнула, и полусферы сомкнулись, полностью окружив плутоний. Сборка мгновенно перешла в надкритическое состояние, однако Злотин быстро сбил верхнюю полусферу на пол, остановив цепную реакцию, чем, возможно, спас жизни остальных людей, находившихся в лаборатории. Злотин получил большую дозу облучения — порядка 1000 рад (главным образом от быстрых нейтронов) и умер через 9 дней от острой лучевой болезни в кишечной форме. Остальные присутствовавшие получили дозы, по оценкам 40-х годов, в 0,4—3,6 Зв. Двое из них скончались через 18 и 20 лет после происшествия, от лейкоза (в возрасте 42 года) и инфаркта миокарда (в возрасте 54 года) соответственно; один умер через 29 лет в возрасте 83 лет (бактериальный эндокардит); один погиб во время Корейской войны через 6 лет. Трое были живы в 1977—1978 году, через 31—32 года после инцидента.

## Последствия
Заряд-демон предполагалось использовать в ядерных испытаниях в рамках операции «Перекрёсток», но после аварии потребовалось время для снижения его радиоактивности и повторной оценки на предмет наличия в нем продуктов деления, некоторые из которых могли быть очень ядовитыми для желаемого уровня деления. Следующие два ядра были отправлены для использования в испытаниях «Эйбл» и «Бейкер», а заряд-демон планировалось отправить позже для третьего испытания в этой серии, предварительно названного «Чарли», но это испытание было отменено из-за неожиданно высокого уровня радиоактивности в результате подводного испытания «Бейкер» и невозможности дезактивации боевых кораблей-мишеней. Позднее заряд был переплавлен, а материал переработан для использования в других зарядах.

## Комментарии
1. ↑  Доллар — единица реактивности, равная величине реактивности, необходимой для того, чтобы реактор стал критическим только на одних мгновенных нейтронах, и, следовательно, равная эффективной доле запаздывающих нейтронов для этого реактора[8]. Один доллар определяется как порог надкритичности, при котором для поддержания реакции более не требуется присутствие запаздывающих нейтронов, в таком случае возникает ядерный выброс или взрыв. Цент равен 1⁄100 доллара.